# خورخي ميلينديز راميريز
خورخي ميلينديز راميريز (بالإسبانية: Jorge Meléndez Ramírez) (و. 1871 – 1953 م) هو سياسي من السلفادور .